# Kanton Arles-sur-Tech
Kanton Arles-sur-Tech (fr. Canton d'Arles-sur-Tech) je francouzský kanton v departementu Pyrénées-Orientales v regionu Languedoc-Roussillon. Skládá se z osmi obcí.

## Obce kantonu
- Amélie-les-Bains-Palalda
- Arles-sur-Tech
- La Bastide
- Corsavy
- Montbolo
- Montferrer
- Saint-Marsal
- Taulis